# Sanicula petagnioides
Sanicula petagnioides är en flockblommig växtart som beskrevs av Bunzo Hayata. Sanicula petagnioides ingår i släktet sårläkor, och familjen flockblommiga växter. Inga underarter finns listade i Catalogue of Life.